# Alessandro Petacchi
Alessandro Petacchi (ur. 3 stycznia 1974 w La Spezia) – włoski kolarz szosowy, sprinter, wielokrotny zwycięzca etapów na największych wyścigach kolarskich. Zawodnik profesjonalnej drużyny Omega Pharma-Quick Step.

## Życiorys
Swoją karierę zaczynał w 1996 w grupie Scrigno, w której ścigał się do 1998, jednak bez większych sukcesów. W 1999 przeszedł do zespołu Navigare-Gaerne.
Jego talent rozkwitł wraz z przejściem w 2000 do grupy Fassa Bortolo. W tym roku wygrał dwa etapy Vuelta a España i był 10. w klasyku Paryż-Tours.
Rok 2001 to pięć zwycięstw, w tym jedno na 4. etapie Tour de Pologne, prowadzącym ze Stargardu do Zielonej Góry. Rok później dopisał do listy zwycięstw dwa etapy w Paryż-Nicea oraz jeden etap w Vuelta a España. Petacchi został zauważony w 2003, gdy wygrał sześć etapów Giro d’Italia, wygrywając na finiszach rywalizację z weteranem Mario Cipollinim. W tym samym roku odniósł też cztery zwycięstwa w Tour de France i pięć w Vuelta a España. W następnym roku był najszybszy na finiszu dziewięciu etapów Giro wygrywając klasyfikację punktową. Na płaskich etapach wyścigu wyraźnie dominowała jego ekipa, nie pozwalając na udane ucieczki i doprowadzając Petacchiego na czołowej pozycji pod samą metę. 2004 zakończył czterema etapowymi zwycięstwami we Vuelcie. W 2005 Petacchi odniósł pierwszy w karierze triumf w wyścigu klasycznym – Mediolan-San Remo oraz ponownie wygrywał w wielkich tourach: w Giro d’Italia – tym razem cztery etapy, a we Vuelta a España – pięć. 2006 był słabszy w wykonaniu Petacchiego. Kolarz wygrał jeden etap Tirreno-Adriático oraz był drugi w Mediolan-San Remo. W 2007 ponownie dominował wśród sprinterów Giro d’Italia wygrywając pięć etapów tego wyścigu i później klasyk Paryż-Tours. Okazał się również najlepszy na mecie dwóch etapów Vuelta a España.
W maju 2008 został usunięty z grupy Milram po zdyskwalifikowaniu na rok za stosowanie salbutamolu podczas Giro d’Italia. Kolarz został złapany po badaniu moczu po 11. etapie wyścigu, kiedy to w jego organizmie wykryto 1320 nanogramów salbutamolu na mililitr przy dopuszczalnej normie na jego stosowanie 1000 nanogramów. Kontrakt zawodnika został rozwiązany za porozumieniem stron.
W 2009 był zawodnikiem grupy kontynentalnej na licencji irlandzkiej LPR Brakes. W barwach tej grupy jeździł m.in. Danilo Di Luca, zwycięzca Giro d’Italia 2007. Zawodnik mógł powrócić do ścigania z końcem sierpnia, po zakończeniu rocznej kary. W 2010 podpisał kontrakt z grupą Lampre-Farnese Vini, podczas Tour de France 2010 wygrał dwa etapy.
W kwietniu 2013 Petacchi poinformował, że rozwiązuje umowę z Lampre i odchodzi z kolarstwa, jednak 1 sierpnia powrócił do zawodowego kolarstwa dołączając do drużyny Omega Pharma-Quick Step.
Zawodnik od początku swojej kariery odniósł ponad 180 zwycięstw w zawodach różnej rangi.

## Najważniejsze zwycięstwa i sukcesy
- 1998
  - 1. miejsce na etapie Tour de Langkawi
- 2000
  - 1. miejsce na 8. i 12. etapie Vuelta a España
  - 1. miejsce na dwóch etapach Tour de Luxembourg
  - 1. miejsce na dwóch etapach Giro della Provincia di Lucca
  - 1. miejsce na dwóch etapach Route du Sud
  - 1. miejsce w Giro della Provincia di Lucca
- 2001
  - 1. miejsce na dwóch etapach Settimana Ciclistica Lombarda
  - 1. miejsce na etapie Settimana Internazionale di Coppi e Bartali
  - 1. miejsce na etapie Euskal-Bizikleta
  - 1. miejsce na 4. etapie Tour de Pologne
- 2002
  - 1. miejsce na trzech etapach Volta a la Comunitat Valenciana
  - 1. miejsce na trzech etapach Settimana Internazionale di Coppi e Bartali
  - 1. miejsce na 1. i 5. etapie Paryż-Nicea
  - 1. miejsce na etapie Tour Méditerranéen
  - 1. miejsce na etapie Regio Tour
  - 1. miejsce na etapie Ronde van Nederland
  - 1. miejsce na 12. etapie Vuelta a España
- 2003
  - 1. miejsce w Trofeo Luis Puig
  - 1. miejsce w Dwars door Gendringen
  - 1. miejsce na 1., 5., 6., 13., 16. i 17. etapie Giro d’Italia
  - 1. miejsce na 3., 5., 12., 14. i 21. etapie Vuelta a España
  - 1. miejsce na 2., 3., 5. i 6. etapie Tour de France
  - 1. miejsce na trzech etapach Volta a Aragón
  - 1. miejsce na dwóch etapach Ronde van Nederland
  - 1. miejsce na 1. etapie Paryż-Nicea
  - 1. miejsce na etapie Volta a la Communitat Valenciana
- 2004
  - 1. miejsce na 2., 5., 7., 9., 11., 13., 15., 16. i 21. etapie Giro d’Italia
  - 1. miejsce na 2., 4., 7. i 13. etapie Vuelta a España
  - 1. miejsce na 1., 2. i 7. etapie Tirreno Adriatico
  - 1. miejsce na dwóch etapach Giro della Provincia di Lucca
  - 1. miejsce na dwóch etapach Vuelta a Aragón
  - 1. miejsce na etapie Ronde van Nederland
- 2005
  - 1. miejsce w Milano-San Remo
  - 1. miejsce w GP Costa degli Etruschi
  - 1. miejsce w Trofeo Luis Puig
  - 1. miejsce w Volta a la Comunitat Valenciana
  - 1. miejsce w klasyfikacji punktowej Vuelta a España
  - 1. miejsce na 3., 4., 8., 12. i 21. etapie Vuelta a España
  - 1. miejsce na 10., 13., 16. i 21. etapie Giro d’Italia
  - 1. miejsce w Volta a la Comunitat Valenciana
    - 1. miejsce na trzech etapach

  - 1. miejsce na 1., 6. i 7. etapie Tirreno Adriatico
  - 1. miejsce na dwóch etapach Vuelta a Andalucía
  - 1. miejsce na dwóch etapach Vuelta a Aragón
  - 1. miejsce na 1. i 2. etapie Tour de Romandie
- 2006
  - 1. miejsce w GP Costa degli Etruschi
  - 1. miejsce w Giro della Provincia di Lucca
  - 1. miejsce w Niedersachsen Tour
    - 1. miejsce na pięciu etapach

  - 1. miejsce na dwóch etapach Vuelta a Andalucía
  - 1. miejsce na dwóch etapach Volta a la Communitat Valenciana
  - 1. miejsce na 7. etapie Tirreno Adriatico
- 2007
  - 1. miejsce w Paris-Tours
  - 1. miejsce w Volta ao Algarve
  - 1. miejsce w Niedersachsen Rundfahrt
  - 1. miejsce w GP Costa degli Etruschi
  - 1. miejsce na 11. i 12. etapie Vuelta a España
  - 1. miejsce w Volta ao Algarve
    - 1. miejsce na trzech etapach

  - 1. miejsce na trzech etapach Niedersachsen Rundfahrt
  - 1. miejsce na etapie Regio Tour
  - 1. miejsce na etapie Volta a la Comunitat Valenciana
  - 1. miejsce w Paryż-Tours
- 2008
  - 1. miejsce na 1., 6. i 8. etapie Tour of Britain
  - 1. miejsce w Gran Premio Bruno Beghelli
- 2009
  - 1. miejsce w GP Costa degli Etruschi
  - 1. miejsce na 2. etapie Tirreno-Adriático
  - 1. miejsce w Grote Scheldeprijs
  - 1. miejsce w Giro di Toscania
  - 1. miejsce na 2. i 3. etapie Giro d’Italia
- 2010
  - 1. miejsce na 4. etapie Tour de Suisse
  - 1. miejsce na 1. i 4. etapie Tour de France
    - zwycięstwo w klasyfikacji punktowej

  - 1. miejsce na 7. etapie Vuelta a España
- 2011
  - 1. miejsce na 2. etapie Dookoła Katalonii
  - 1. miejsce na 4. etapie Tour of Turkey
  - 1. miejsce na 2. etapie Giro d’Italia
- 2012
  - 1. miejsce na 1., 3. i 5. etapie w Dookoła Bawarii
- 2014
  - 1. miejsce w Grand Prix Pino Cerami